# Liste des planètes mineures (780001-781000)
Voici la liste des planètes mineures numérotées de 780001 à 781000. Les planètes mineures sont numérotées lorsque leur orbite est confirmée, ce qui peut parfois se produire longtemps après leur découverte. Elles sont classées ici par leur numéro.

## Planètes mineures 780001 à 781000
- (780001) 2012 EJ6
- (780002) 2012 ET6
- (780003) 2012 ET8
- (780004) 2012 EE12
- (780005) 2012 EE13
- (780006) 2012 EO19
- (780007) 2012 ER19
- (780008) 2012 EB21
- (780009) 2012 EK21
- (780010) 2012 EF22
- (780011) 2012 EY22
- (780012) 2012 ET24
- (780013) 2012 EU24
- (780014) 2012 EW25
- (780015) 2012 EZ26
- (780016) 2012 EW27
- (780017) 2012 EZ28
- (780018) 2012 EB29
- (780019) 2012 ED29
- (780020) 2012 EO29
- (780021) 2012 ER32
- (780022) 2012 ES32
- (780023) 2012 EZ32
- (780024) 2012 EP34
- (780025) 2012 FB2
- (780026) 2012 FK3
- (780027) 2012 FR9
- (780028) 2012 FE12
- (780029) 2012 FY12
- (780030) 2012 FZ16
- (780031) 2012 FX18
- (780032) 2012 FF24
- (780033) 2012 FZ34
- (780034) 2012 FK38
- (780035) 2012 FD41
- (780036) 2012 FU42
- (780037) 2012 FE44
- (780038) 2012 FY46
- (780039) 2012 FY47
- (780040) 2012 FZ48
- (780041) 2012 FO50
- (780042) 2012 FM51
- (780043) 2012 FN51
- (780044) 2012 FE55
- (780045) 2012 FQ55
- (780046) 2012 FX59
- (780047) 2012 FY59
- (780048) 2012 FA63
- (780049) 2012 FD64
- (780050) 2012 FL64
- (780051) 2012 FE65
- (780052) 2012 FD70
- (780053) 2012 FV70
- (780054) 2012 FG74
- (780055) 2012 FU77
- (780056) 2012 FH80
- (780057) 2012 FM81
- (780058) 2012 FQ85
- (780059) 2012 FN86
- (780060) 2012 FY86
- (780061) 2012 FM89
- (780062) 2012 FA91
- (780063) 2012 FQ93
- (780064) 2012 FS93
- (780065) 2012 FG94
- (780066) 2012 FF95
- (780067) 2012 FM96
- (780068) 2012 FA98
- (780069) 2012 FL98
- (780070) 2012 FX98
- (780071) 2012 FF99
- (780072) 2012 FO101
- (780073) 2012 FZ101
- (780074) 2012 FG102
- (780075) 2012 FL103
- (780076) 2012 FX104
- (780077) 2012 FL105
- (780078) 2012 FO105
- (780079) 2012 FP105
- (780080) 2012 FT105
- (780081) 2012 FB106
- (780082) 2012 FF106
- (780083) 2012 FJ106
- (780084) 2012 FO106
- (780085) 2012 FP106
- (780086) 2012 FQ106
- (780087) 2012 FG107
- (780088) 2012 FP107
- (780089) 2012 FH108
- (780090) 2012 FP110
- (780091) 2012 FT112
- (780092) 2012 FY112
- (780093) 2012 FO113
- (780094) 2012 FT113
- (780095) 2012 FX114
- (780096) 2012 FB115
- (780097) 2012 FG118
- (780098) 2012 FK118
- (780099) 2012 GP3
- (780100) 2012 GS8
- (780101) 2012 GR16
- (780102) 2012 GN19
- (780103) 2012 GH20
- (780104) 2012 GX23
- (780105) 2012 GG36
- (780106) 2012 GC41
- (780107) 2012 GP44
- (780108) 2012 GA45
- (780109) 2012 GF45
- (780110) 2012 GT45
- (780111) 2012 GG46
- (780112) 2012 GM46
- (780113) 2012 GB47
- (780114) 2012 GQ47
- (780115) 2012 GE48
- (780116) 2012 GV48
- (780117) 2012 GN49
- (780118) 2012 GF52
- (780119) 2012 GP53
- (780120) 2012 GT54
- (780121) 2012 HC1
- (780122) 2012 HL7
- (780123) 2012 HW32
- (780124) 2012 HW36
- (780125) 2012 HL41
- (780126) 2012 HO51
- (780127) 2012 HM52
- (780128) 2012 HX54
- (780129) 2012 HJ59
- (780130) 2012 HC62
- (780131) 2012 HV70
- (780132) 2012 HB78
- (780133) 2012 HJ85
- (780134) 2012 HR87
- (780135) 2012 HU89
- (780136) 2012 HB90
- (780137) 2012 HK91
- (780138) 2012 HO93
- (780139) 2012 HZ94
- (780140) 2012 HX96
- (780141) 2012 HY96
- (780142) 2012 HP97
- (780143) 2012 HV98
- (780144) 2012 HT100
- (780145) 2012 HS101
- (780146) 2012 HU104
- (780147) 2012 HV104
- (780148) 2012 HB105
- (780149) 2012 HC105
- (780150) 2012 HU105
- (780151) 2012 HD108
- (780152) 2012 HM108
- (780153) 2012 HV110
- (780154) 2012 HD113
- (780155) 2012 HO116
- (780156) 2012 HR116
- (780157) 2012 JX
- (780158) 2012 JC2
- (780159) 2012 JU6
- (780160) 2012 JZ13
- (780161) 2012 JA15
- (780162) 2012 JQ15
- (780163) 2012 JE17
- (780164) 2012 JT25
- (780165) 2012 JE33
- (780166) 2012 JU33
- (780167) 2012 JM38
- (780168) 2012 JC40
- (780169) 2012 JW41
- (780170) 2012 JP43
- (780171) 2012 JE45
- (780172) 2012 JJ50
- (780173) 2012 JP51
- (780174) 2012 JR55
- (780175) 2012 JM56
- (780176) 2012 JJ57
- (780177) 2012 JN65
- (780178) 2012 JB68
- (780179) 2012 JA69
- (780180) 2012 JA70
- (780181) 2012 JF70
- (780182) 2012 JA73
- (780183) 2012 KS16
- (780184) 2012 KJ20
- (780185) 2012 KL21
- (780186) 2012 KV22
- (780187) 2012 KM31
- (780188) 2012 KR40
- (780189) 2012 KH42
- (780190) 2012 KO43
- (780191) 2012 KX43
- (780192) 2012 KP44
- (780193) 2012 KK59
- (780194) 2012 KO60
- (780195) 2012 KD61
- (780196) 2012 KN62
- (780197) 2012 KO62
- (780198) 2012 KS62
- (780199) 2012 KT62
- (780200) 2012 KU62
- (780201) 2012 LY
- (780202) 2012 LT15
- (780203) 2012 LU30
- (780204) 2012 LE32
- (780205) 2012 LB33
- (780206) 2012 MB6
- (780207) 2012 MJ8
- (780208) 2012 MK15
- (780209) 2012 MX17
- (780210) 2012 NZ1
- (780211) 2012 PO3
- (780212) 2012 PP9
- (780213) 2012 PS9
- (780214) 2012 PE13
- (780215) 2012 PU15
- (780216) 2012 PW21
- (780217) 2012 PM23
- (780218) 2012 PS23
- (780219) 2012 PH27
- (780220) 2012 PF34
- (780221) 2012 PE37
- (780222) 2012 PZ46
- (780223) 2012 PA47
- (780224) 2012 PU52
- (780225) 2012 PY52
- (780226) 2012 PA53
- (780227) 2012 PF53
- (780228) 2012 PZ54
- (780229) 2012 PC55
- (780230) 2012 PF55
- (780231) 2012 PL56
- (780232) 2012 PF57
- (780233) 2012 PX59
- (780234) 2012 PU61
- (780235) 2012 PW61
- (780236) 2012 PK62
- (780237) 2012 PX62
- (780238) 2012 PB63
- (780239) 2012 PT63
- (780240) 2012 PR64
- (780241) 2012 QK4
- (780242) 2012 QB6
- (780243) 2012 QK11
- (780244) 2012 QA12
- (780245) 2012 QN15
- (780246) 2012 QM18
- (780247) 2012 QU19
- (780248) 2012 QP24
- (780249) 2012 QT24
- (780250) 2012 QZ27
- (780251) 2012 QC28
- (780252) 2012 QH28
- (780253) 2012 QP45
- (780254) 2012 QO46
- (780255) 2012 QL47
- (780256) 2012 QR49
- (780257) 2012 QY51
- (780258) 2012 QA53
- (780259) 2012 QA56
- (780260) 2012 QF59
- (780261) 2012 QT60
- (780262) 2012 QA61
- (780263) 2012 QC63
- (780264) 2012 QE63
- (780265) 2012 QV64
- (780266) 2012 QL68
- (780267) 2012 QS68
- (780268) 2012 QJ69
- (780269) 2012 QL69
- (780270) 2012 QQ69
- (780271) 2012 QR70
- (780272) 2012 QL72
- (780273) 2012 QM72
- (780274) 2012 QT73
- (780275) 2012 QA77
- (780276) 2012 QJ77
- (780277) 2012 QN77
- (780278) 2012 QO77
- (780279) 2012 QT77
- (780280) 2012 QM78
- (780281) 2012 QR81
- (780282) 2012 QQ83
- (780283) 2012 RW4
- (780284) 2012 RP10
- (780285) 2012 RZ10
- (780286) 2012 RF13
- (780287) 2012 RS14
- (780288) 2012 RL20
- (780289) 2012 RU28
- (780290) 2012 RG32
- (780291) 2012 RK38
- (780292) 2012 RQ47
- (780293) 2012 RW50
- (780294) 2012 SU
- (780295) 2012 SR2
- (780296) 2012 SV7
- (780297) 2012 SF11
- (780298) 2012 SP17
- (780299) 2012 SM19
- (780300) 2012 SD35
- (780301) 2012 SS36
- (780302) 2012 SM37
- (780303) 2012 SJ38
- (780304) 2012 SX39
- (780305) 2012 SZ40
- (780306) 2012 SB41
- (780307) 2012 SP45
- (780308) 2012 SG49
- (780309) 2012 SS55
- (780310) 2012 SZ60
- (780311) 2012 SZ67
- (780312) 2012 SN68
- (780313) 2012 SQ73
- (780314) 2012 SD74
- (780315) 2012 SU74
- (780316) 2012 SX79
- (780317) 2012 SP80
- (780318) 2012 ST80
- (780319) 2012 SX80
- (780320) 2012 SY80
- (780321) 2012 SR81
- (780322) 2012 SU82
- (780323) 2012 SE83
- (780324) 2012 SZ83
- (780325) 2012 SA85
- (780326) 2012 SF87
- (780327) 2012 SS87
- (780328) 2012 SC89
- (780329) 2012 SD91
- (780330) 2012 SK92
- (780331) 2012 SQ92
- (780332) 2012 SR92
- (780333) 2012 SZ92
- (780334) 2012 SB93
- (780335) 2012 SO94
- (780336) 2012 SW95
- (780337) 2012 SJ96
- (780338) 2012 SQ98
- (780339) 2012 SW98
- (780340) 2012 SV100
- (780341) 2012 SH103
- (780342) 2012 SN103
- (780343) 2012 SS103
- (780344) 2012 SV103
- (780345) 2012 SY104
- (780346) 2012 SE105
- (780347) 2012 SV105
- (780348) 2012 SA106
- (780349) 2012 SB106
- (780350) 2012 SH107
- (780351) 2012 SZ108
- (780352) 2012 TO1
- (780353) 2012 TG16
- (780354) 2012 TE21
- (780355) 2012 TO23
- (780356) 2012 TV23
- (780357) 2012 TE24
- (780358) 2012 TN29
- (780359) 2012 TF30
- (780360) 2012 TK32
- (780361) 2012 TZ37
- (780362) 2012 TQ38
- (780363) 2012 TA40
- (780364) 2012 TN40
- (780365) 2012 TX42
- (780366) 2012 TR43
- (780367) 2012 TX44
- (780368) 2012 TW49
- (780369) 2012 TB50
- (780370) 2012 TH55
- (780371) 2012 TB63
- (780372) 2012 TL66
- (780373) 2012 TE68
- (780374) 2012 TM69
- (780375) 2012 TK72
- (780376) 2012 TE73
- (780377) 2012 TD75
- (780378) 2012 TP76
- (780379) 2012 TC77
- (780380) 2012 TL83
- (780381) 2012 TU91
- (780382) 2012 TN94
- (780383) 2012 TJ95
- (780384) 2012 TU108
- (780385) 2012 TA113
- (780386) 2012 TN113
- (780387) 2012 TZ113
- (780388) 2012 TE122
- (780389) 2012 TR125
- (780390) 2012 TJ141
- (780391) 2012 TV144
- (780392) 2012 TM148
- (780393) 2012 TN151
- (780394) 2012 TP151
- (780395) 2012 TY155
- (780396) 2012 TB158
- (780397) 2012 TG158
- (780398) 2012 TZ161
- (780399) 2012 TY164
- (780400) 2012 TK166
- (780401) 2012 TS182
- (780402) 2012 TM183
- (780403) 2012 TD184
- (780404) 2012 TG184
- (780405) 2012 TO184
- (780406) 2012 TE199
- (780407) 2012 TU203
- (780408) 2012 TG204
- (780409) 2012 TU205
- (780410) 2012 TA210
- (780411) 2012 TH210
- (780412) 2012 TP211
- (780413) 2012 TK213
- (780414) 2012 TX220
- (780415) 2012 TS221
- (780416) 2012 TM222
- (780417) 2012 TG226
- (780418) 2012 TL227
- (780419) 2012 TE229
- (780420) 2012 TG233
- (780421) 2012 TO234
- (780422) 2012 TQ235
- (780423) 2012 TH239
- (780424) 2012 TK240
- (780425) 2012 TY240
- (780426) 2012 TJ241
- (780427) 2012 TO243
- (780428) 2012 TG246
- (780429) 2012 TL246
- (780430) 2012 TB247
- (780431) 2012 TN248
- (780432) 2012 TO248
- (780433) 2012 TB249
- (780434) 2012 TD250
- (780435) 2012 TV251
- (780436) 2012 TC252
- (780437) 2012 TP253
- (780438) 2012 TK255
- (780439) 2012 TU256
- (780440) 2012 TW261
- (780441) 2012 TH264
- (780442) 2012 TQ265
- (780443) 2012 TY265
- (780444) 2012 TR273
- (780445) 2012 TN274
- (780446) 2012 TY275
- (780447) 2012 TS277
- (780448) 2012 TX277
- (780449) 2012 TX282
- (780450) 2012 TW286
- (780451) 2012 TO287
- (780452) 2012 TU287
- (780453) 2012 TL289
- (780454) 2012 TU289
- (780455) 2012 TX289
- (780456) 2012 TA293
- (780457) 2012 TQ296
- (780458) 2012 TR296
- (780459) 2012 TG299
- (780460) 2012 TR304
- (780461) 2012 TR311
- (780462) 2012 TG318
- (780463) 2012 TX324
- (780464) 2012 TK327
- (780465) 2012 TV327
- (780466) 2012 TZ327
- (780467) 2012 TG329
- (780468) 2012 TK331
- (780469) 2012 TH334
- (780470) 2012 TU335
- (780471) 2012 TC337
- (780472) 2012 TZ337
- (780473) 2012 TH341
- (780474) 2012 TL342
- (780475) 2012 TC345
- (780476) 2012 TL345
- (780477) 2012 TM345
- (780478) 2012 TH346
- (780479) 2012 TJ348
- (780480) 2012 TO348
- (780481) 2012 TW349
- (780482) 2012 TB351
- (780483) 2012 TO353
- (780484) 2012 TU353
- (780485) 2012 TY353
- (780486) 2012 TN354
- (780487) 2012 TU356
- (780488) 2012 TK357
- (780489) 2012 TN357
- (780490) 2012 TP357
- (780491) 2012 TC358
- (780492) 2012 TU358
- (780493) 2012 TV358
- (780494) 2012 TU359
- (780495) 2012 TA361
- (780496) 2012 TK361
- (780497) 2012 TM361
- (780498) 2012 TN365
- (780499) 2012 TZ366
- (780500) 2012 TA368
- (780501) 2012 TC369
- (780502) 2012 TG369
- (780503) 2012 TL369
- (780504) 2012 TQ369
- (780505) 2012 TS369
- (780506) 2012 TD370
- (780507) 2012 TX370
- (780508) 2012 TD371
- (780509) 2012 TE371
- (780510) 2012 TN372
- (780511) 2012 TV372
- (780512) 2012 TH373
- (780513) 2012 TS373
- (780514) 2012 TG374
- (780515) 2012 TR374
- (780516) 2012 TY374
- (780517) 2012 TC375
- (780518) 2012 TG375
- (780519) 2012 TU375
- (780520) 2012 TD377
- (780521) 2012 TB379
- (780522) 2012 TC379
- (780523) 2012 TS381
- (780524) 2012 TK383
- (780525) 2012 TA384
- (780526) 2012 TC386
- (780527) 2012 TA387
- (780528) 2012 TT387
- (780529) 2012 TP388
- (780530) 2012 TT388
- (780531) 2012 TO391
- (780532) 2012 TS392
- (780533) 2012 TW393
- (780534) 2012 TQ394
- (780535) 2012 TA396
- (780536) 2012 TR398
- (780537) 2012 TX400
- (780538) 2012 TJ401
- (780539) 2012 TT401
- (780540) 2012 TK402
- (780541) 2012 TA404
- (780542) 2012 TR404
- (780543) 2012 TU404
- (780544) 2012 TR405
- (780545) 2012 UR2
- (780546) 2012 UD6
- (780547) 2012 UJ11
- (780548) 2012 UW14
- (780549) 2012 UK19
- (780550) 2012 UC20
- (780551) 2012 UK27
- (780552) 2012 UQ28
- (780553) 2012 UC31
- (780554) 2012 UE31
- (780555) 2012 UZ43
- (780556) 2012 UB44
- (780557) 2012 UE47
- (780558) 2012 UV48
- (780559) 2012 UU49
- (780560) 2012 UW51
- (780561) 2012 UE67
- (780562) 2012 UV72
- (780563) 2012 UX72
- (780564) 2012 UN73
- (780565) 2012 UY73
- (780566) 2012 UG74
- (780567) 2012 UR74
- (780568) 2012 UT74
- (780569) 2012 UG75
- (780570) 2012 UZ76
- (780571) 2012 UZ78
- (780572) 2012 UH80
- (780573) 2012 UA82
- (780574) 2012 UE82
- (780575) 2012 UM82
- (780576) 2012 UZ86
- (780577) 2012 UQ91
- (780578) 2012 UP93
- (780579) 2012 UF96
- (780580) 2012 UC98
- (780581) 2012 UC100
- (780582) 2012 UA107
- (780583) 2012 UR107
- (780584) 2012 UV115
- (780585) 2012 UE121
- (780586) 2012 UG126
- (780587) 2012 UY128
- (780588) 2012 UR129
- (780589) 2012 US129
- (780590) 2012 UA140
- (780591) 2012 UF142
- (780592) 2012 UG149
- (780593) 2012 UJ154
- (780594) 2012 UC156
- (780595) 2012 UX164
- (780596) 2012 UC165
- (780597) 2012 UQ165
- (780598) 2012 UE173
- (780599) 2012 UF173
- (780600) 2012 UJ173
- (780601) 2012 UQ174
- (780602) 2012 UH176
- (780603) 2012 UE179
- (780604) 2012 US184
- (780605) 2012 UD185
- (780606) 2012 UL186
- (780607) 2012 UA188
- (780608) 2012 UL188
- (780609) 2012 UR188
- (780610) 2012 UR189
- (780611) 2012 UW189
- (780612) 2012 UJ191
- (780613) 2012 UT192
- (780614) 2012 UL193
- (780615) 2012 UZ193
- (780616) 2012 UP195
- (780617) 2012 UB196
- (780618) 2012 UQ199
- (780619) 2012 UW199
- (780620) 2012 UB200
- (780621) 2012 US200
- (780622) 2012 UA201
- (780623) 2012 UQ201
- (780624) 2012 UX201
- (780625) 2012 UD203
- (780626) 2012 UR203
- (780627) 2012 UZ204
- (780628) 2012 UJ205
- (780629) 2012 UK206
- (780630) 2012 UE207
- (780631) 2012 UN207
- (780632) 2012 UA208
- (780633) 2012 UG208
- (780634) 2012 UH208
- (780635) 2012 UG211
- (780636) 2012 UF212
- (780637) 2012 UR212
- (780638) 2012 UN213
- (780639) 2012 UE214
- (780640) 2012 UM214
- (780641) 2012 UN214
- (780642) 2012 UX214
- (780643) 2012 UR215
- (780644) 2012 UJ218
- (780645) 2012 UN218
- (780646) 2012 UQ218
- (780647) 2012 UZ218
- (780648) 2012 UO220
- (780649) 2012 UQ220
- (780650) 2012 UP223
- (780651) 2012 UA225
- (780652) 2012 UJ228
- (780653) 2012 UC229
- (780654) 2012 UK229
- (780655) 2012 UE230
- (780656) 2012 UF230
- (780657) 2012 UG230
- (780658) 2012 UH230
- (780659) 2012 UJ230
- (780660) 2012 UO230
- (780661) 2012 UY230
- (780662) 2012 UF231
- (780663) 2012 UH233
- (780664) 2012 UJ233
- (780665) 2012 UK233
- (780666) 2012 UN234
- (780667) 2012 UR234
- (780668) 2012 UZ234
- (780669) 2012 UX238
- (780670) 2012 UQ243
- (780671) 2012 UU243
- (780672) 2012 UX243
- (780673) 2012 UC244
- (780674) 2012 UN244
- (780675) 2012 UR245
- (780676) 2012 UC246
- (780677) 2012 UU247
- (780678) 2012 UP248
- (780679) 2012 UA250
- (780680) 2012 UB250
- (780681) 2012 UJ250
- (780682) 2012 UQ250
- (780683) 2012 UR250
- (780684) 2012 UE251
- (780685) 2012 UD252
- (780686) 2012 UV253
- (780687) 2012 UW253
- (780688) 2012 UU254
- (780689) 2012 UA256
- (780690) 2012 UG256
- (780691) 2012 UT256
- (780692) 2012 UJ257
- (780693) 2012 UK257
- (780694) 2012 UD258
- (780695) 2012 UV258
- (780696) 2012 UF259
- (780697) 2012 UJ259
- (780698) 2012 UY259
- (780699) 2012 UG260
- (780700) 2012 UP260
- (780701) 2012 UA261
- (780702) 2012 UV261
- (780703) 2012 UD263
- (780704) 2012 UL263
- (780705) 2012 UN263
- (780706) 2012 US267
- (780707) 2012 UA268
- (780708) 2012 UE268
- (780709) 2012 UL268
- (780710) 2012 VK
- (780711) 2012 VP3
- (780712) 2012 VM8
- (780713) 2012 VZ8
- (780714) 2012 VC9
- (780715) 2012 VQ11
- (780716) 2012 VW11
- (780717) 2012 VD14
- (780718) 2012 VZ14
- (780719) 2012 VE15
- (780720) 2012 VU17
- (780721) 2012 VL22
- (780722) 2012 VS22
- (780723) 2012 VW23
- (780724) 2012 VL24
- (780725) 2012 VN24
- (780726) 2012 VX27
- (780727) 2012 VP29
- (780728) 2012 VO37
- (780729) 2012 VF41
- (780730) 2012 VB47
- (780731) 2012 VH47
- (780732) 2012 VJ49
- (780733) 2012 VX50
- (780734) 2012 VJ59
- (780735) 2012 VE61
- (780736) 2012 VN62
- (780737) 2012 VP67
- (780738) 2012 VL68
- (780739) 2012 VB85
- (780740) 2012 VC86
- (780741) 2012 VC87
- (780742) 2012 VG90
- (780743) 2012 VH95
- (780744) 2012 VZ103
- (780745) 2012 VV105
- (780746) 2012 VC106
- (780747) 2012 VH111
- (780748) 2012 VP118
- (780749) 2012 VE119
- (780750) 2012 VW119
- (780751) 2012 VK120
- (780752) 2012 VW121
- (780753) 2012 VZ124
- (780754) 2012 VD125
- (780755) 2012 VH125
- (780756) 2012 VK126
- (780757) 2012 VU126
- (780758) 2012 VM127
- (780759) 2012 VW127
- (780760) 2012 VG128
- (780761) 2012 VH128
- (780762) 2012 VN128
- (780763) 2012 VB133
- (780764) 2012 VC133
- (780765) 2012 VJ133
- (780766) 2012 VJ134
- (780767) 2012 VM134
- (780768) 2012 VX135
- (780769) 2012 VR140
- (780770) 2012 VP146
- (780771) 2012 WA1
- (780772) 2012 WQ6
- (780773) 2012 WG8
- (780774) 2012 WW10
- (780775) 2012 WL13
- (780776) 2012 WQ17
- (780777) 2012 WZ17
- (780778) 2012 WK31
- (780779) 2012 WJ33
- (780780) 2012 WU35
- (780781) 2012 WE38
- (780782) 2012 WC39
- (780783) 2012 WO39
- (780784) 2012 WB40
- (780785) 2012 WA41
- (780786) 2012 WC41
- (780787) 2012 WG45
- (780788) 2012 WV45
- (780789) 2012 XU5
- (780790) 2012 XD13
- (780791) 2012 XV13
- (780792) 2012 XN17
- (780793) 2012 XF18
- (780794) 2012 XO23
- (780795) 2012 XN24
- (780796) 2012 XF27
- (780797) 2012 XC37
- (780798) 2012 XO37
- (780799) 2012 XC41
- (780800) 2012 XF41
- (780801) 2012 XH41
- (780802) 2012 XW41
- (780803) 2012 XQ42
- (780804) 2012 XY45
- (780805) 2012 XE52
- (780806) 2012 XZ52
- (780807) 2012 XN57
- (780808) 2012 XB58
- (780809) 2012 XV59
- (780810) 2012 XL61
- (780811) 2012 XB62
- (780812) 2012 XW71
- (780813) 2012 XS79
- (780814) 2012 XT81
- (780815) 2012 XB82
- (780816) 2012 XJ82
- (780817) 2012 XX83
- (780818) 2012 XW84
- (780819) 2012 XG90
- (780820) 2012 XN92
- (780821) 2012 XO102
- (780822) 2012 XT102
- (780823) 2012 XA104
- (780824) 2012 XF108
- (780825) 2012 XM114
- (780826) 2012 XT115
- (780827) 2012 XV129
- (780828) 2012 XC130
- (780829) 2012 XD130
- (780830) 2012 XF148
- (780831) 2012 XY153
- (780832) 2012 XS158
- (780833) 2012 XP160
- (780834) 2012 XV160
- (780835) 2012 XX161
- (780836) 2012 XC162
- (780837) 2012 XJ162
- (780838) 2012 XY162
- (780839) 2012 XB164
- (780840) 2012 XD166
- (780841) 2012 XG166
- (780842) 2012 XS166
- (780843) 2012 XT166
- (780844) 2012 XX166
- (780845) 2012 XL167
- (780846) 2012 XK168
- (780847) 2012 XN169
- (780848) 2012 XK171
- (780849) 2012 XN173
- (780850) 2012 XP174
- (780851) 2012 XM175
- (780852) 2012 XV178
- (780853) 2012 XY178
- (780854) 2012 XB179
- (780855) 2012 XG179
- (780856) 2012 XO179
- (780857) 2012 XA180
- (780858) 2012 XY180
- (780859) 2012 YB10
- (780860) 2012 YZ10
- (780861) 2012 YM11
- (780862) 2012 YP13
- (780863) 2012 YV14
- (780864) 2012 YK15
- (780865) 2012 YF16
- (780866) 2012 YJ16
- (780867) 2012 YM16
- (780868) 2012 YA17
- (780869) 2012 YL17
- (780870) 2012 YV21
- (780871) 2012 YC22
- (780872) 2012 YH22
- (780873) 2012 YQ22
- (780874) 2012 YW23
- (780875) 2012 YM24
- (780876) 2012 YJ25
- (780877) 2012 YS25
- (780878) 2012 YW25
- (780879) 2012 YS26
- (780880) 2012 YU26
- (780881) 2012 YH27
- (780882) 2012 YK27
- (780883) 2012 YL27
- (780884) 2012 YA28
- (780885) 2012 YC28
- (780886) 2012 YG28
- (780887) 2012 YU28
- (780888) 2013 AQ6
- (780889) 2013 AY6
- (780890) 2013 AS9
- (780891) 2013 AM10
- (780892) 2013 AQ12
- (780893) 2013 AV16
- (780894) 2013 AD18
- (780895) 2013 AK18
- (780896) 2013 AU27
- (780897) 2013 AE29
- (780898) 2013 AG31
- (780899) 2013 AZ34
- (780900) 2013 AO47
- (780901) 2013 AE48
- (780902) 2013 AC54
- (780903) 2013 AK62
- (780904) 2013 AE64
- (780905) 2013 AK64
- (780906) 2013 AA67
- (780907) 2013 AN74
- (780908) 2013 AX86
- (780909) 2013 AV94
- (780910) 2013 AZ94
- (780911) 2013 AU97
- (780912) 2013 AY110
- (780913) 2013 AU113
- (780914) 2013 AL119
- (780915) 2013 AS123
- (780916) 2013 AE127
- (780917) 2013 AK129
- (780918) 2013 AO130
- (780919) 2013 AD135
- (780920) 2013 AE135
- (780921) 2013 AJ135
- (780922) 2013 AU135
- (780923) 2013 AX136
- (780924) 2013 AH141
- (780925) 2013 AX141
- (780926) 2013 AR143
- (780927) 2013 AW144
- (780928) 2013 AR145
- (780929) 2013 AA147
- (780930) 2013 AO149
- (780931) 2013 AW149
- (780932) 2013 AU150
- (780933) 2013 AX150
- (780934) 2013 AN151
- (780935) 2013 AJ155
- (780936) 2013 AS155
- (780937) 2013 AR157
- (780938) 2013 AZ158
- (780939) 2013 AN159
- (780940) 2013 AU160
- (780941) 2013 AJ161
- (780942) 2013 AL164
- (780943) 2013 AE165
- (780944) 2013 AK167
- (780945) 2013 AA169
- (780946) 2013 AT170
- (780947) 2013 AG171
- (780948) 2013 AC172
- (780949) 2013 AD179
- (780950) 2013 AU179
- (780951) 2013 AE182
- (780952) 2013 AA184
- (780953) 2013 AR184
- (780954) 2013 AV184
- (780955) 2013 AE187
- (780956) 2013 AC188
- (780957) 2013 AV189
- (780958) 2013 AW189
- (780959) 2013 AE190
- (780960) 2013 AK190
- (780961) 2013 AU190
- (780962) 2013 AE191
- (780963) 2013 AP191
- (780964) 2013 AM192
- (780965) 2013 AE194
- (780966) 2013 AG194
- (780967) 2013 AC196
- (780968) 2013 AM196
- (780969) 2013 AH197
- (780970) 2013 AJ197
- (780971) 2013 AK198
- (780972) 2013 AL198
- (780973) 2013 AL199
- (780974) 2013 AW199
- (780975) 2013 AN200
- (780976) 2013 AW202
- (780977) 2013 AC203
- (780978) 2013 AG203
- (780979) 2013 AW204
- (780980) 2013 AL205
- (780981) 2013 AP205
- (780982) 2013 AA206
- (780983) 2013 AJ207
- (780984) 2013 AC208
- (780985) 2013 AK208
- (780986) 2013 AB209
- (780987) 2013 AF209
- (780988) 2013 AG209
- (780989) 2013 AK210
- (780990) 2013 AV210
- (780991) 2013 AY210
- (780992) 2013 AV222
- (780993) 2013 BN1
- (780994) 2013 BY3
- (780995) 2013 BM7
- (780996) 2013 BQ12
- (780997) 2013 BN16
- (780998) 2013 BU18
- (780999) 2013 BO20
- (781000) 2013 BJ24